# Mirrormont
Mirrormont az Amerikai Egyesült Államok északnyugati részén, Washington állam King megyéjében elhelyezkedő statisztikai település. A 2010. évi népszámlálási adatok alapján 3659 lakosa van.

## Népesség
A település népességének változása:
| Lakosok száma | 3804 | 3659 | 3858 |
|               | 2000 | 2010 | 2020 |